# Zvíře

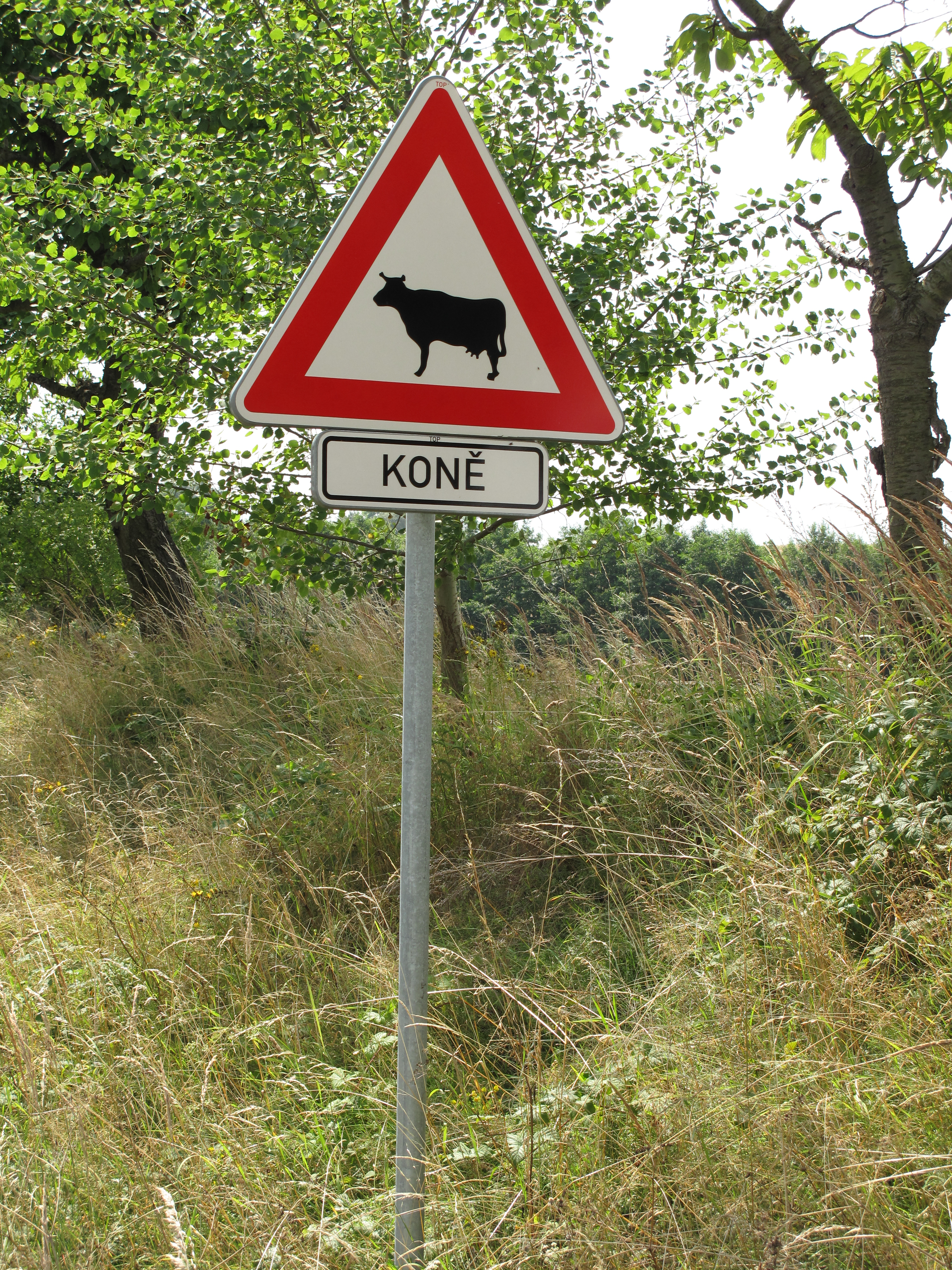
Česká dopravní značka Zvířata s upřesňující dodatkovou tabulkou

Zvíře je obvykle označení buď pro jakéhokoliv živočicha, nebo pro živočichy na vyšším stupni vývoje (například jen obratlovce), vyjma člověka.

## Filozofické a kulturní pojetí zvířat
Římské právo řadilo zvířata, stejně jako otroky, do právního režimu věci. Některé přístupy přiznávají zvířatům způsobilost mít práva, avšak nikoliv způsobilost k právním úkonům, což je postavení obdobné malému dítěti, případně je řadí do kategorie „cítících věcí“. Aristotelská filozofie vymezila jasný rozdíl mezi zvířetem a člověkem. Zvíře je v ní pouhou vegetativní a smyslovou živou bytostí obdařenou schopností pohybu, člověk bytostí rozumnou a společenskou, duchovní, morální, a proto má i nesmrtelnou duši. Od vrcholného středověku si tuto koncepci plně osvojilo křesťanství. Karteziánská koncepce pojímala zvíře jen jako živý stroj, nepřiznávala mu status res cogitans, ale jen res extensa. Immanuel Kant nezahrnul zvířata do svého morálního systému a Johann Gottlieb Fichte je považoval za svrchované vlastnictví člověka (podobný názor vyjadřoval dříve svatý Augustin, Tomáš Akvinský a téměř všichni scholastičtí autoři). Proti stavění hranice mezi člověka a zvířata se stavěli například August Comte, který z jejího vytvoření obvinil metafyziku, a Arthur Schopenhauer, který se zabýval etikou soucitu se zvířaty a oponoval tak karteziánskému i kantovskému pojetí. Friedrich Nietzsche označil zvířata ve srovnání s člověkem za šťastné bytosti. Albert Schweitzer rozvíjel nauku úcty k životu, která zahrnovala i zvířata.
V některých kulturách a náboženstvích jsou některé druhy zvířat považovány za posvátné či naopak rituálně nečisté, v mnoha kulturách jsou zvířata považována za bytosti podobné člověku, například s nimi mají společný koloběh převtělování, v němž však jsou považovány za nižší bytosti. V rámci křesťanství je výjimkou František z Assisi, který zvířata nazýval svými bratry a sestrami a kázal jim. V moderní době se otázkou zvířat z pozic křesťanství zabýval například Eugen Drewermann, teolog a psychoanalytik, který roku 1990 napsal pojednání O nesmrtelnosti zvířat, založené na tezi, že „vše živé má božskou duši“; roku 1991 mu místní arcibiskup odňal povolení vyučovat teologii, o rok později byl Drewermann suspendován z kněžského úřadu.

## Zvíře v českém právu
Československé a české právo považovalo do roku 2012 zvířata za věci v právním smyslu. Bylo tomu tak u obecného občanského zákoníku, občanského zákoníku z roku 1950 i občanského zákoníku z roku 1964, který byl účinný až do konce roku 2013 a který je pouze několikrát okrajově zmiňoval (v § 127 kde „chované zvíře“ bylo zmíněno jako předmět vlastnictví, které nesmí vlastník nechat pronikat na sousedící pozemek, v § 599, kde se o vadách zvířat psalo jako o zvláštním případu vad věcí, a v § 620, který pojednával o záruční době prodávaných věcí).
Tento přístup v České republice změnil až nový občanský zákoník, který v § 494 stanoví, že „živé zvíře má zvláštní význam a hodnotu již jako smysly nadaný živý tvor“. Změna právního postavení zvířat v českém právu odráží rostoucí uznání jejich schopnosti cítit a vnímat, což otevírá prostor pro větší ochranu jejich práv a blaha. Zvíře již není věcí v právním smyslu, nicméně ustanovení o věcech se na něj použijí obdobně v tom rozsahu, ve kterém to neodporuje jeho povaze. Jde o důsledek moderního legislativního jevu, který se nazývá dereifikace (odvěcnění) zvířat. Podobným způsobem je z právního režimu věci vyjmuto například i lidské tělo a jeho části. České soukromé právo je pak v ustanoveních § 1046–1049 občanského zákoníku obecně rozděluje na „zvířata s pánem“ a „zvířata bez pána“. Bez pána je vždy divoké zvíře, také zajaté zvíře nebo zkrocené zvíře, které není označeno, uprchne a jeho vlastník je nestíhá. Jde-li však už o domácí zvíře nebo o chované zvíře, bez pána nikdy není.
Veřejné právo zvířata kategorizuje odlišně. Zákon o ochraně přírody a krajiny navíc používá slovo „zvíře“ jen okrajově a nedefinuje jej. Místo něj zavádí pojem „živočich“, který rozděluje a definuje pojmy „volně žijící živočich“ a „živočich odchovaný v lidské péči“. Volně žijící živočichové spolu s planě rostoucími rostlinami přitom spolu s přírodou a krajinou podléhají zvláštní zákonné ochraně a režimu, který je podobný právnímu institutu věc nikoho, přičemž vymezuje, za jakých podmínek je přípustné volně žijícího živočicha odchytit. Ustanovení § 2 zákona o myslivosti definuje vybrané druhy zvířat jako „zvěř“ a tento zákon dále stanoví regulaci jejich lovu. Teprve zákon č. 246/1992 Sb., na ochranu zvířat proti týrání, v § 3 definuje zvíře, a to jako každého živého obratlovce, do pojmu však nespadá plod, embryo ani člověk. Rozlišuje pak různé statusy zvířete podle jeho vztahu k člověku: „volně žijící zvíře“ (které může být též handicapovaným zvířetem) a „zvíře v lidské péči“ (v tom rámci pak hospodářské zvíře, zvíře v zájmovém chovu, pokusné zvíře, laboratorní zvíře, toulavé zvíře, opuštěné zvíře).